# Morten Løbner Espersen
Morten Løbner Espersen (født 1965 i Aalborg) er en dansk keramiker.
Han er uddannet fra École Supérieure des Arts Appliqués, Duperré i Paris og Danmarks Designskole i København, hvorfra han tog afgang i 1992.
Han er modtager af Statens Kunstfond treårige arbejdslegat. 2005-2011 var han gæsteprofessor ved HDK – Højskolen for Design og Kunsthåndværk i Göteborg og har også fungeret underviser på Designskolen Kolding.
I perioden 2014-17 sad han Statens Kunstfonds projektstøtteudvalg for kunsthåndværk og design.
Han er optaget i Det Internationale Akademi for Keramikere.